# Nahuel Molina
Nahuel Molina Lucero (sinh ngày 6 tháng 4 năm 1998) là một cầu thủ bóng đá chuyên nghiệp người Argentina hiện đang thi đấu ở vị trí hậu vệ phải cho câu lạc bộ La Liga Atlético Madrid và đội tuyển bóng đá quốc gia Argentina.

## Sự nghiệp câu lạc bộ

### Boca Juniors
Molina bắt đầu sự nghiệp bóng đá của anh với Boca Juniors. Vào ngày 18 tháng 2 năm 2016, anh ra mắt cho Boca Juniors tại Primera División Argentina trong chiến thắng 1–0 trước San Martín de San Juan.

#### Cho mượn tại Defensa y Justicia
Sau khi không được sử dụng bởi Boca Juniors ở mùa giải tiếp theo và sau đó, anh được cho Defensa y Justicia mượn vào mùa giải 2017–18. Anh có trận ra mắt cho Defensa y Justicia  trong trận thua 1–2 trước Argentinos Juniors và chơi toàn bộ 90 phút trong trận này. Trong trận thứ tư với câu lạc bộ này, anh ghi bàn ấn định chiến thắng 1–0 trước CA Patronato và đó là bàn thắng đầu tiên của anh.

#### Cho mượn tại Rosario Central
Vào mùa giải 2018–19, anh được câu lạc bộ Rosario Central cho mượn. Anh có trận ra mắt cho câu lạc bộ trong trận hòa 1–1 trước River Plate vào ngày 15 tháng 2 năm 2019. Anh ghi bàn thắng đầu tiên cho Rosario trong chiến thắng 5–2 trước CD Godoy Cruz.

### Udinese
Vào mùa hè năm 2020, anh chuyển đến châu Âu để gia nhập câu lạc bộ Udinese tại Serie A. Anh có trận ra mắt cho Udinese vào ngày thi đấu thứ ba của mùa giải Serie A 2020–21 khi vào sân thay Hidde ter Avest trong trận gặp AS Roma ở phút thứ 62. Vào ngày thi đấu thứ 33 cũng vào mùa giải 2020–21, anh ghi bàn thắng đầu tiên cho câu lạc bộ trong chiến thắng 4–2 trước Benevento Calcio. Sau những khó khăn ban đầu ở Ý, anh đã ghi 2 bàn sau 29 lần ra sân ở mùa giải 2020–21. Vào ngày 11 tháng 8 năm 2021, anh gia hạn hợp đồng với Udinese đến tháng 6 năm 2026. Trong mùa giải tiếp theo, anh ghi 8 bàn và thực hiện 5 pha kiến tạo trong tổng số 37 trận.

### Atlético Madrid
Vào mùa hè năm 2022, anh chuyển đến Tây Ban Nha để gia nhập Atlético Madrid với trị giá 10 triệu euro cùng với 5 triệu euro chi phí phụ. Anh có trận ra mắt Champions League cho Atlético trong chiến thắng 2–1 trước FC Porto. Một tháng sau, anh có trận ra mắt ở La Liga trong trận chiến thắng 3–0 trước Getafe.

## Sự nghiệp quốc tế
Molina đã tham gia Giải vô địch U-20 Nam Mỹ 2017 cùng đội tuyển U-20 quốc gia và ra sân sáu lần trong giải đấu này.
Vào ngày 4 tháng 6 năm 2021, anh có trận ra mắt cho đội tuyển quốc gia Argentina trong trận gặp Chile sau khi vào sân thay người ở vòng loại World Cup. Sau đó, anh được điền tên vào đội tuyển Argentina để tham dự Copa América 2021. Tại Copa América, anh được sử dụng trong 5 trận đấu nhưng không có mặt trong trận chung kết. Với chiến thắng chung cuộc 1–0 của Argentina trong trận chung kết trước đương kim vô địch Brasil vào ngày 10 tháng 7 năm 2021, anh đã giành vô địch Copa América 2021. Sau đó, anh cũng giành chiến thắng cùng với Argentina trong trận Finalissima trước đội tuyển quốc gia Ý, nhà vô địch UEFA Euro 2020. Anh cũng được triệu tập vào đội tuyển Argentina để tham dự World Cup 2022. Molina đã chơi tất cả các trận tại World Cup và cuối cùng đã trở thành nhà vô địch thế giới cùng Argentina. Trong giải đấu này, anh đã ghi bàn và thực hiện một pha kiến tạo ở trận tứ kết gặp Hà Lan.

## Thống kê sự nghiệp

### Câu lạc bộ
Tính đến 4 tháng 5 năm 2024
| Câu lạc bộ                | Mùa giải            | Giải vô địch               | Giải vô địch | Giải vô địch | Cúp quốc gia | Cúp quốc gia | Châu lục | Châu lục | Khác | Khác | Tổng cộng | Tổng cộng |
| Câu lạc bộ                | Mùa giải            | Hạng đấu                   | Trận         | Bàn          | Trận         | Bàn          | Trận     | Bàn      | Trận | Bàn  | Trận      | Bàn       |
| ------------------------- | ------------------- | -------------------------- | ------------ | ------------ | ------------ | ------------ | -------- | -------- | ---- | ---- | --------- | --------- |
| Boca Juniors              | 2016–17             | Primera División Argentina | 8            | 0            | —            | —            | 1        | 0        | —    | —    | 9         | 0         |
| Defensa y Justicia (mượn) | 2017–18             | Primera División Argentina | 14           | 1            | 2            | 0            | 7        | 0        | —    | —    | 23        | 1         |
| Defensa y Justicia (mượn) | 2018–19             | Primera División Argentina | 3            | 0            | —            | —            | —        | —        | —    | —    | 3         | 0         |
| Defensa y Justicia (mượn) | Tổng cộng           | Tổng cộng                  | 17           | 1            | 2            | 0            | 7        | 0        | 0    | 0    | 26        | 1         |
| Rosario Central (mượn)    | 2018–19             | Primera División Argentina | 6            | 0            | 1            | 0            | 6        | 0        | —    | —    | 13        | 0         |
| Rosario Central (mượn)    | 2019–20             | Primera División Argentina | 16           | 1            | 2            | 0            | —        | —        | —    | —    | 18        | 1         |
| Rosario Central (mượn)    | Tổng cộng           | Tổng cộng                  | 22           | 1            | 3            | 0            | 6        | 0        | 0    | 0    | 31        | 1         |
| Udinese                   | 2020–21             | Serie A                    | 29           | 2            | 2            | 0            | —        | —        | —    | —    | 31        | 2         |
| Udinese                   | 2021–22             | Serie A                    | 35           | 7            | 2            | 1            | —        | —        | —    | —    | 37        | 8         |
| Udinese                   | Tổng cộng           | Tổng cộng                  | 64           | 9            | 4            | 1            | 0        | 0        | 0    | 0    | 68        | 10        |
| Atlético Madrid           | 2022–23             | La Liga                    | 33           | 4            | 4            | 0            | 6        | 0        | —    | —    | 43        | 4         |
| Atlético Madrid           | 2023–24             | La Liga                    | 30           | 2            | 5            | 0            | 10       | 0        | 1    | 0    | 46        | 2         |
| Atlético Madrid           | Tổng cộng           | Tổng cộng                  | 63           | 6            | 9            | 0            | 16       | 0        | 1    | 0    | 89        | 6         |
| Tổng cộng sự nghiệp       | Tổng cộng sự nghiệp | Tổng cộng sự nghiệp        | 174          | 17           | 18           | 1            | 30       | 0        | 1    | 0    | 223       | 18        |

1. ↑  Bao gồm Copa Argentina, Coppa Italia và Copa del Rey
2. 1 2  Ra sân tại Copa Libertadores
3. ↑  Ra sân tại Copa Sudamericana
4. 1 2  Ra sân tại UEFA Champions League
5. ↑  Ra sân tại Supercopa de España

### Quốc tế
Tính đến 14 tháng 7 năm 2024
| Đội tuyển quốc gia | Năm       | Trận | Bàn |
| ------------------ | --------- | ---- | --- |
| Argentina          | 2021      | 13   | 0   |
| Argentina          | 2022      | 14   | 1   |
| Argentina          | 2023      | 8    | 0   |
| Argentina          | 2024      | 8    | 0   |
| Tổng cộng          | Tổng cộng | 43   | 1   |

Tỷ số và kết quả liệt kê bàn thắng của Argentina được để trước, cột tỷ số cho biết tỷ số sau mỗi bàn thắng của Molina.
| # | Ngày                | Địa điểm                                  | Trận | Đối thủ | Bàn thắng | Kết quả     | Giải đấu            |
| - | ------------------- | ----------------------------------------- | ---- | ------- | --------- | ----------- | ------------------- |
| 1 | 9 tháng 12 năm 2022 | Sân vận động Lusail Iconic, Lusail, Qatar | 25   | Hà Lan  | 1–0       | 2–2 (4–3 p) | FIFA World Cup 2022 |

## Danh hiệu

### Câu lạc bộ
Boca Juniors
- Primera División Argentina: 2016–17

CA Rosario
- Primera División: 2019–20

### Đội tuyển quốc gia
- Copa América: 2021, 2024[10]
- Siêu cúp Liên lục địa CONMEBOL–UEFA: 2022[11]
- FIFA World Cup: 2022[12]